# Costa de’ Nobili
Costa de’ Nobili (lombardul: Costa di Nobil vagy La Costa) település Olaszországban, Lombardia régióban, Pavia megyében. Lakosainak száma 376 fő (2023. január 1.). Costa de’ Nobili Corteolona e Genzone, San Zenone al Po, Santa Cristina e Bissone, Spessa, Torre de’ Negri, Zerbo és Pieve Porto Morone községekkel határos.

## Népesség
A település lakossága az elmúlt években az alábbi módon változott:
| Lakosok száma | 379  | 382  | 376  |
|               | 2017 | 2018 | 2023 |